# Gloria Fiume
Gloria Fiume (wł. Club Sportivo Gloria) – włoski klub piłkarski, mający siedzibę w mieście Fiume (ob. Rijeka), w północno-wschodniej części kraju, działający w latach 1918-1926.

## Historia
Chronologia nazw:
- 1918: Club Sportivo Gloria
- 1926: klub rozwiązano

Klub sportowy CS Gloria został założony w miejscowości Fiume 17 stycznia 1918 roku. Początkowo zespół uczestniczył w rozgrywkach lokalnych. W sezonie 1919/20 zespół brał udział w mistrzostwach miasta, zajmując drugie miejsce tuż za Juventusem Enea. W następnym sezonie 1920/21 klub zdobył wicemistrzostwo miasta Fiume, przegrywając 0:1 w finale z Olympią. Ten sukces pozwolił zespołowi startować razem z Olympią w sezonie 1921/22 w mistrzostwach Terza Divisione Venezia-Giulia (D3). W następnym sezonie 1922/23 zajął drugie miejsce. W sezonie 1923/24 zdobył 18 punktów razem z Ponzianą ipotem w meczu o pierwsze miejsce zwyciężył 2:1 po dogrywce i zdobył promocję do Seconda Divisione. W sezonie 1924/25 został sklasyfikowany na siódmym miejscu w grupie D Seconda Divisione. Po zakończeniu sezonu 1925/26, w którym uplasował się na czwartej pozycji w grupie D Seconda Divisione, 2 września 1926 roku połączył się z lokalnym rywalem CS Olympia, który zakończył sezon tuż przed Glorią na trzecim miejscu, tworząc nowy klub US Fiumana..

## Barwy klubowe, strój
|  |  |

Klub ma barwy żółto-czerwone. Zawodnicy domowe spotkania zazwyczaj grali w białych koszulkach z poziomym żółtym pasem z czerwoną gwiazdą na środku na piersi, czarnych spodenkach oraz czarnych getrach.

## Sukcesy

### Trofea międzynarodowe
Nie uczestniczył w rozgrywkach europejskich (stan na 31-05-2020).

### Trofea krajowe
| \| \| Zdobyte trofea w rozgrywkach Włoch (stan na: 31-08-2020) \| |                                                          |      |             |
| Rozgrywki                                                         | Osiągnięcie                                              | Razy | Sezon(y)    |
| · Mistrzostwo                                                     | I miejsce                                                | 0    |             |
| · Mistrzostwo                                                     | II miejsce                                               | 0    |             |
| · Mistrzostwo                                                     | III miejsce                                              | 0    |             |
| · Puchar                                                          | zdobywca                                                 | 0    |             |
| · Puchar                                                          | finalista                                                | 0    |             |
| II liga                                                           | I miejsce                                                | 0    |             |
| II liga                                                           | II miejsce                                               | 0    |             |
| II liga                                                           | III miejsce                                              | 0    |             |
| II liga                                                           | 4.miejsce                                                | 1    | 1925/26 (D) |
| Włochy                                                            | Zdobyte trofea w rozgrywkach Włoch (stan na: 31-08-2020) |      |             |

- Terza Divisione (D3):
  - mistrz (1x): 1923/24 (Venezia-Giulia)
  - wicemistrz (1x): 1922/23 (Venezia-Giulia)

## Poszczególne sezony

### Rozgrywki międzynarodowe

#### Europejskie puchary
Nie uczestniczył w rozgrywkach europejskich.

### Rozgrywki krajowe
| \| Włochy \| Bilans występów klubu w rozgrywkach piłkarskich Włoch (Stan na 31 sierpnia 2020 r.) \| \| |                                                                                     |        |       |   |   |   |    |    |     |           |        |        |      |
| Poziom                                                                                                 | Rozgrywki                                                                           | Sezony | Mecze | Z | R | P | B+ | B– | Pkt | Lata      | Awanse | Spadki | Naj. |
| I | Serie A                                                                             | 0      |       |   |   |   |    |    |     |           | 0      | 0      |      |
| II | Seconda Divisione                                                                   | 2      |       |   |   |   |    |    |     | 1924–1926 | 0      | 0      | 4    |
| III | Terza Divisione Venezia-Giulia                                                      | 3      |       |   |   |   |    |    |     | 1921–1924 | 1      | 0      | 1    |
| | Puchar Włoch                                                                        | 0      |       |   |   |   |    |    |     |           | 0      | 0      |      |
| Włochy                                                                                                 | Bilans występów klubu w rozgrywkach piłkarskich Włoch (Stan na 31 sierpnia 2020 r.) |        |       |   |   |   |    |    |     |           |        |        |      |

## Struktura klubu

### Stadion
Klub piłkarski od maja 1918 rozgrywał swoje mecze domowe na Stadio Cantrida w Fiume o pojemności 10 tys. widzów.

### Derby
- Olympia Fiume